# Mark Irwin
Pour les articles homonymes, voir Irwin.
Mark Irwin — né le 7 août 1950 à Toronto (Ontario) — est un directeur de la photographie canadien, membre de la CSC et de l'ASC.

## Biographie
Comme chef opérateur, Mark Irwin travaille sur plus de quatre-vingts films, canadiens ou américains (plus quelques coproductions), le premier sorti en 1976. Il s'installe aux États-Unis en 1987.
Parmi les réalisateurs avec lesquels il collabore, mentionnons son compatriote David Cronenberg (ex. : La Mouche en 1986, avec Jeff Goldblum et Geena Davis), Irvin Kershner (RoboCop 2 en 1990, avec Peter Weller et Nancy Allen), Wes Craven (ex. : Scream en 1996, avec Neve Campbell et David Arquette), ou encore les frères Farrelly (ex. : Fous d'Irène en 2000, avec Jim Carrey et Renée Zellweger).
Pour la télévision, il dirige les prises de vues d'une trentaine de téléfilms à partir de 1977, dont Ace Ventura 3 de David M. Evans (2008, avec Art LaFleur et Ann Cusack) et Coupable innocence de Peter Markle (2011, avec Gabrielle Anwar et Colin Egglesfield).
S'ajoutent quelques séries, dont Les Contes de la crypte (un épisode, 1990).
Mark Irwin est membre de la Canadian Society of Cinematographers (CSC) depuis 1970 (il est alors étudiant) et de l'American Society of Cinematographers (ASC) depuis 1992.

## Filmographie partielle
(comme directeur de la photographie, sauf mention contraire)

### Cinéma
- 1979 : Fast Company de David Cronenberg
- 1979 : Chromosome 3 (The Brood) de David Cronenberg
- 1981 : Les Yeux de la terreur (Night School) de Ken Hughes
- 1981 : Scanners de David Cronenberg
- 1983 : Vidéodrome (Videodrome) de David Cronenberg
- 1983 : Dead Zone (The Dead Zone) de David Cronenberg
- 1983 : Spasmes de William Fruet
- 1985 : Le Retour du Chinois (The Protector) de James Glickenhaus
- 1986 : Youngblood de Peter Markle
- 1986 : La Mouche (The Fly) de David Cronenberg
- 1988 : Le Blob (The Blob) de Chuck Russell
- 1988 : Pass the Ammo de David Beaird
- 1988 : Air Force Bat 21 (BAT*21) de Peter Markle
- 1988 : Vampire, vous avez dit vampire ? 2 (Fright Night Part 2) de Tommy Lee Wallace
- 1990 : RoboCop 2 d'Irvin Kershner
- 1990 : Dark Angel de Craig R. Baxley
- 1991 : Dans les griffes du Dragon rouge (Showdown in Little Tokyo) de Mark L. Lester
- 1992 : Passager 57 (Passenger 57) de Kevin Hooks
- 1993 : Max, le meilleur ami de l'homme (Man's Best Friend) de John Lafia
- 1993 : Le Triomphe des innocents (Slaughter of the Innocents) de James Glickenhaus
- 1994 : Freddy sort de la nuit (New Nightmare) de Wes Craven
- 1994 : The Mask de Chuck Russell (prises de vues additionnelles)
- 1994 : Dumb and Dumber de Peter et Bobby Farrelly
- 1995 : Un vampire à Brooklyn (Vampire in Brooklyn) de Wes Craven
- 1996 : Kingpin de Peter et Bobby Farrelly
- 1996 : Scream de Wes Craven
- 1998 : Mary à tout prix (There's Something About Mary) de Peter et Bobby Farrelly
- 1999 : Dix Bonnes Raisons de te larguer (Ten Things I Hate About You) de Gil Junger
- 2000 : Fous d'Irène (Me, Myself and Irene) de Peter et Bobby Farrelly
- 2000 : Road Trip de Todd Phillips
- 2001 : Osmosis Jones de Peter et Bobby Farrelly
- 2001 : American Pie 2 de James B. Rogers
- 2001 : Va te faire foutre Freddy ! (Freddy Got Fingered) de Tom Green
- 2003 : Le Rappeur de Malibu (Malibu's Most Wanted) de John Whitesell
- 2003 : Scary Movie 3 de David Zucker
- 2003 : Retour à la fac (Old School) de Todd Phillips
- 2006 : Big Mamma 2 (Big Momma's House 2) de John Whitesell
- 2006 : Grandma's Boy de Nicholaus Goossen
- 2006 : Voisin contre voisin (Deck the Halls) de John Whitesell
- 2007 : Blonde Ambition de Scott Marshall
- 2009 : Dance Movie (Dance Flick) de Damien Dante Wayans
- 2010 : Valentine's Day de Garry Marshall (seconde équipe)
- 2013 : Les Copains super-héros (Super Buddies) de Robert Vince
- 2017 : Escale à trois (The Layover) de William H. Macy
- 2023 : The Retirement Plan de Tim Brown

### Télévision
(téléfilms, sauf mention contraire)
- 1977 : Hailey's Gift de Bruce Pittman
- 1983 : Cornet at Night de Bruce Pittman
- 1984 : Special People de Marc Daniels
- 1987 : A Child's Christmas in Wales de Don McBrearty
- 1988 : My First Love de Gilbert Cates
- 1990 : Émeutes en Californie (Heat Wave) de Kevin Hooks
- 1990 : Les Vertiges de la gloire (Call Me Anna) de Gilbert Cates
- 1991 : Shock Invader de Jon Hess
- 1991 : Dead and Alive: The Race for Gus Farace de Peter Markle
- 1992 : Le Mystère du ranch (Keep the Change) d'Andy Tennant
- 1992 : Les Contes de la crypte (Tales from the Crypt), saison 2, épisode 17 Les Frères siamois (My Brother's Keeper) de Peter S. Seaman (série)
- 1993 : L'Enfant miracle (Miracle Child) de Michael Pressman
- 1995 : The Avenging Angel de Craig R. Baxley
- 1996 : Erreur judiciaire (Innocent Victims) de Gilbert Cates
- 1996 : Don't Look Back de Geoff Murphy
- 1997 : Raz-de-marée : Alerte sur la côte (Tidal Wave: No Escape) de George Miller
- 2006 : 11 septembre : Le Détournement du vol 93 (Flight 93) de Peter Markle
- 2008 : Ace Ventura 3 (Ace Ventura Jr.: Pet Detective) de David M. Evans
- 2011 : My Future Boyfriend de Michael Lange
- 2011 : Coupable innocence (Carnal Innocence) de Peter Markle
- 2013 : Teen Beach Movie de Jeffrey Hornaday
- 2013 : À la recherche de l'esprit de Noël (The Christmas Spirit) de Jack Angelo